# Система нумерации ВАРФ

Эмблема ВАРФ

Систе́ма нумера́ции ВАРФ (сокращённо — СНВ; от англ. WADP Numbering System, или WNS) — проект по учёту и присвоению номеров почтовым маркам, выпущенным странами мира после 1 января 2002 года. Проект реализуется под контролем Всемирной ассоциации по развитию филателии (сокращённо — ВАРФ; World Association for the Development of Philately, или WADP) и Всемирного почтового союза.

## Описание проекта
При каталогизации в рамках системы WNS учитываются только те выпуски марок, которые заявлены почтовыми администрациями — участниками проекта. Реализация проекта поддерживается с помощью веб-сайта, где опубликованы пояснения о собственно системе нумерации ВАРФ и создана база данных (каталог), в которой посетители могут производить поиск почтовых марок по странам, датам, темам или по ключевым словам.

## Принцип нумерации ВАРФ
При получении заявления о выпуске почтовых марок от почтовой администрации каждой отдельной марке с графическим отличием (в рисунке, номинале, цвете или формате) присваивается номер WNS. Номер состоит из:
- двух букв — кода страны или региона в стандарте ISO 3166-1 alpha-2;
- трёх цифр, обозначающих позицию марки в году выпуска;
- двух цифр после точки, обозначающих год (например, .02 означает 2002 год)[1].

Примеры:
- DK012.08 — марка Дании, выпущенная 12-й по счёту в 2008 году;
- PY005.03 — пятая марка Парагвая, выпущенная в 2003 году;
- UA001.03 — первая марка Украины в 2003 году.